# Aviatrans Kiev
Aviatrans Kiev авіакомпанія базується в Києві. Авіакомпанія виконує чартерні рейси для туроператорів між Україною та Європейськими напрямками. Авіатранс Київ є правонаступником колишньої авіакомпанії Транс Київ, яка втратила свою ліцензію.

## Флот
Компанія має в своєму розпорядженні такі літаки:
- 2 McDonnell Douglas MD-83 власник Khors Air
- 1 Airbus A320-200 повітряне судно експлуатується спільно з Windrose Airlines